# Васил Йорданов
Васил Йорданов Върбев е български журналист и преводач.

## Биография
Роден е през 1857 година в Шумен. Син е на богат търговец житар и брат на активния участник в подготовката на Априлското въстание и войвода на Червеноводската чета Върбан Йорданов. Васил Йорданов завършва педагогически институт в Москва, където специализира и естествени науки. Работи като учител във Видин, Лом и Шумен (1881-1896) и инспектор на епархийските училища в Македония и Одринска Тракия (1897-1904). След 1909 година живее в София.
Васил Йорданов се занимава активно с журналистическа и преводаческа дейност. През 1894 година издава вестник „Защита“, през 1910-11 година редактира научно-популярното и литературно списание „Зеница“, а през 1917 година става редактор и на литературно-общественото списание „Седмичен преглед“.
Преводач е на „Братя Карамазови“, „Престъпление и наказание“ и „Унижените и оскърбените“ от Фьодор Достоевски, „Камо грядеши?“ от Хенрик Сенкевич, „Обломов“ от Иван Гончаров и други.
Умира на 4 март 1921 година в София.